# Catherine River
Catherine River är ett vattendrag i Australien. Det ligger i delstaten Victoria, omkring 180 kilometer nordost om delstatshuvudstaden Melbourne.
I omgivningarna runt Catherine River växer i huvudsak städsegrön lövskog. Runt Catherine River är det mycket glesbefolkat, med 4 invånare per kvadratkilometer. Genomsnittlig årsnederbörd är 1 506 millimeter. Den regnigaste månaden är juni, med i genomsnitt 191 mm nederbörd, och den torraste är januari, med 66 mm nederbörd.